# JPF (企業)
株式会社JPF（ジェイピーエフ）は、日本の企業。公営競技において事業を展開しており、写真判定とそのための機材であるスリットカメラの開発などを中心に行なっている。旧社名は日本写真判定株式会社。

## 概要
1939年（昭和14年）に創業者である渡辺俊平が、1940年（昭和15年）に開催される予定だったオリンピック東京大会の組織委員会において、競技写真判定の研究に着手したことが発祥である。戦後は主に競輪を初めとして公営競技における写真判定システム構築に力を入れるようになる。
その他にも公営競技において、システム設計、CS放送向け番組制作、インターネットライブ配信業務、競輪場のトータルマネジメント業務（開催業務受託）など、幅広く携わっており、中には、社員として所属している実況アナウンサーもいる。
また2016年12月14日よりオートレースで導入される重勝式車券『当たるんです』の運営を行なう。

## 公営競技開催業務
2010年（平成22年）に、富山競輪場で会社初となる開催業務を受託し、以後各地の競輪場やオートレース場の開催業務を受託している。
| 競技場名           | 受託年度        | 備考                                                      |
| ------------------ | --------------- | --------------------------------------------------------- |
| 富山競輪場         | 2010年 -        | 会社として初の開催業務受託。                              |
| 千葉競輪場         | 2013年 -        | 千葉JPFドーム（TIPSTAR DOME CHIBA）整備の事業主体である。 |
| 松阪競輪場         | 2013年 -        | 2か月間の無償アドバイザー契約を経て受託。                 |
| 船橋オートレース場 | 2014年 - 2016年 | 2016年に廃止された。                                      |
| 山陽オートレース場 | 2014年 -        | 民間企業から事業再生のため引継ぎ。                        |
| 広島競輪場         | 2015年 - 2021年 | サイクルパーク広島運営。チャリ・ロトに運営移管            |
| 京都向日町競輪場   | 2017年 -        | サイクルパーク京都運営。                                  |
| 名古屋競輪場       | 2021年 -        |                                                           |

## テレビ・判定業務
2020年現在、全国43場全ての競輪場で写真判定業務を担当している。また、全国各地の競輪場でCS放送の番組制作や、審判用の映像撮影を行っている。
競輪場のほか、全国のボートレース場やオートレース場、北海道の競馬場でも一部業務を担当している。
| 競輪場名 | 判定 | TV | その他                                                                                 | 競輪場名   | 判定 | TV | その他                        |
| -------- | ---- | -- | -------------------------------------------------------------------------------------- | ---------- | ---- | -- | ----------------------------- |
| 函館     | ○    |    |                                                                                        | 青森       | ○    |    |                               |
| いわき平 | ○    | ○  | インターネット番組制作・配信                                                           | 弥彦       | ○    | ○  |                               |
| 前橋     | ○    |    |                                                                                        | 取手       | ○    |    |                               |
| 宇都宮   | ○    |    | 2024年３月よりテレビ業務はトータリゼーターに移管し多摩川電気が制作・審判審議映像も担当 | 大宮       | ○    |    |                               |
| 西武園   | ○    |    |                                                                                        | 京王閣     | ○    |    |                               |
| 立川     | ○    | ○  |                                                                                        | 松戸       | ○    |    |                               |
| 千葉     | ○    | ○  | 包括運営                                                                               | 川崎       | ○    |    |                               |
| 平塚     | ○    |    |                                                                                        | 小田原     | ○    |    |                               |
| 伊東温泉 | ○    |    |                                                                                        | 静岡       | ○    |    |                               |
| 名古屋   | ○    | ○  | 包括運営                                                                               | 岐阜       | ○    |    |                               |
| 大垣     | ○    |    |                                                                                        | 豊橋       | ○    | ○  |                               |
| 富山     | ○    | ○  | 包括運営                                                                               | 松阪       | ○    | ○  | 包括運営                      |
| 四日市   | ○    |    |                                                                                        | 福井       | ○    | ○  |                               |
| 奈良     | ○    |    |                                                                                        | 京都向日町 | ○    | ○  | 包括運営                      |
| 和歌山   | ○    |    |                                                                                        | 岸和田     | ○    |    |                               |
| 玉野     | ○    |    | 2023年4月よりテレビ業務はチャリ・ロトに移管し四国東通が制作                            | 広島       | ○    |    | 包括運営（2022年3月31日まで） |
| 防府     | ○    | ○  |                                                                                        | 高松       | ○    |    |                               |
| 小松島   | ○    |    |                                                                                        | 高知       | ○    |    |                               |
| 松山     | ○    |    |                                                                                        | 小倉       | ○    | ○  |                               |
| 久留米   | ○    |    |                                                                                        | 武雄       | ○    | ○  |                               |
| 佐世保   | ○    |    |                                                                                        | 別府       | ○    |    |                               |
| 熊本     | ○    |    |                                                                                        |            |      |    |                               |

| 場名               | 業務内容                   | 場名                               | 業務内容                                                       |
| ------------------ | -------------------------- | ---------------------------------- | -------------------------------------------------------------- |
| 帯広競馬場         | 写真判定                   | 門別競馬場                         | 写真判定、審判映像                                             |
| ボートレース戸田   | 写真判定                   | ボートレース江戸川                 | 写真判定、審判映像（レース映像撮影は2023年にMBサービスに移管） |
| ボートレース平和島 | 写真判定                   | ボートレース多摩川                 | 写真判定、審判映像、レース映像撮影                             |
| ボートレース浜名湖 | 写真判定                   | ボートレース蒲郡                   | 写真判定、レース映像撮影                                       |
| ボートレース常滑   | 写真判定、審判映像         | ボートレース徳山                   | 写真判定                                                       |
| ボートレース唐津   | 写真判定                   | 日本モーターボート選手会常設訓練所 | 写真判定機器                                                   |
| 川口オートレース場 | 写真判定                   | 浜松オートレース場                 | 写真判定                                                       |
| 飯塚オートレース場 | 写真判定、審判映像、CS放送 | 山陽オートレース場                 | 包括運営                                                       |
| サテライト中洲     | 運営                       | 光明ドーム競輪場（韓国）           | 写真判定機器                                                   |
| 昌原競輪場（韓国） | 写真判定機器               |                                    |                                                                |

## 沿革
- 1949年（昭和24年） - 日本スポーツ写真判定協会を発足。川崎競輪場で、高速度カメラ[注 1]を用いた写真判定業務を開始[注 2]。以降、各地の公営競技施設の写真判定業務に携わっていく。
- 1950年（昭和25年） - 戦前アメリカで開発されたスリットカメラを基にした、写真判定用の「ホトフイニカメラ」（PHOTO・FINI・CAMERA）を、渡辺俊平が発明する[3]。
- 1951年（昭和26年） - 日本ホトフイニ株式会社に改組。
- 1957年（昭和32年） - 日本写真判定株式会社に改称。
- 1958年（昭和33年） - 第3回アジア競技大会の写真判定業務を担当（陸上競技）。
- 1964年（昭和39年） - 第18回オリンピック東京大会の写真判定業務を担当（陸上・自転車・漕艇競技）。
- 1987年（昭和62年） - スタート用電子ピストルを開発。全国の競輪場にて採用。
- 1991年（平成3年） - 第3回世界陸上東京大会で、写真判定業務を担当。
- 1992年（平成4年） - 夏季第25回オリンピックバルセロナ大会にて、II型電子スリットカメラが採用、写真判定業務を担当（陸上・自転車・漕艇・カヌー競技）。
- 2007年（平成19年） - VI型電子スリットカメラを開発。
- 2009年（平成21年） - 大阪・堺国際BMX選手権大会において、BMXレースでは国内初となる写真判定業務を受託。
- 2014年（平成26年） - 日本写真判定製の電子スリットカメラが、日本トライアスロン連合公認の機器となる。
- 2015年（平成27年） - 東京都知事より、東京都スポーツ推進企業として認定される。
- 2016年（平成28年） - オートレースの重賞式車券「当たるんです」を運用開始。
- 2017年（平成29年） - 「当たるんです」事業を分社化し、「当たるんです株式会社」を設立。
- 2019年（平成31年） - 3月から、競輪投票サイト「みんなの競輪」の運営を開始。
- 2021年（令和3年） - 4月1日、株式会社JPF（Jump for Positive Future）へ社名変更。[4]

理研科学映画
- 1938年（昭和13年） - 渡辺俊平の開発による「多面積型記録方式」と、「自動現像方式」を実用化する目的で、4月に設立[5]。
- 1946年（昭和21年） - 「理研映画」に改称[5]。
- 1952年（昭和27年） - 「新理研映画」に改称[5]。
- 1953年（昭和28年） - 「理研科学映画株式会社」を設立[1]。
- 1973年（昭和48年） - 「株式会社日本写真科学研究所」に社名変更[5]。

今後の展開
千葉競輪場は、既存施設の老朽化により千葉JPFドームとして再整備された。国際規格準拠の木製250mバンクを備え、PIST6（250競輪）や自転車競技の国際大会のほか、eスポーツ等他のスポーツへの活用や屋内ライブでの活用も掲げられている。JPFは総工費約70億円（概算）を全額負担したほか、事業主体として整備計画に加わっている。2021年5月に竣工。